# Mikron 64
Mikron 64 ist ein deutsches Musikprojekt, das 1998 von Marcus Noll in Hamburg gegründet wurde. Die Soundästhetik des Projekts orientiert sich an der Klangerzeugung des Commodore 64 (C64).
Aufgrund der Tatsache, dass der C64 mit dem SID-Soundchip einen der besten Klangerzeuger besitzt, der je in einem Computer zum Einsatz kam (modernere Computer spielen Samples und Musik mit einer Soundkarte, können aber kaum noch eigene Klänge erzeugen) ist dieser bestens zur Erschaffung von digitaler, analoger und minimaler Musik geeignet. Die Musik von Mikron 64 wird daher als Bitpop, einer Unterart des Minimal Electro, bezeichnet.

## Geschichte
Im Studio kam kaum ein Original-C64 zur Anwendung. Die erste Veröffentlichung weist lediglich zwei C64-Sounds auf (Arpeggio-Sound in „Was ich weiß“ und Clap-Sound in „Sonnenuntergang“). Die übrigen Lieder wurden mit Synthesizern wie dem Roland Juno-106 und Yamaha TX 802 erzeugt. Für Aufnahme und Mischung kam Samplitude zum Einsatz, bei Live-Auftritten ein Clavia Nord Modular, sowie ein Notebook.
Marcus Noll über Mikron 64: „Die zentrale Idee hinter Mikron 64 heißt Reduktion. Mikron 64-Stücke sind bunt, aber ähnlich einem Computer stellen sie nicht unendlich viele Farben dar; Farbwerte wiederholen sich. Bilder und Geschichten werden gröber aufgerastert, um etwas Allgemeines in ihnen sichtbar zu machen. Die Musik wird zusammengesetzt aus einfachsten Elementen, zu denen auch die Lücke gehört. Auf eine durchsichtige Anordnung dieser Elemente wird sehr viel Wert gelegt. Mikron 64-Stücke liegen offen vor dem Zuhörer.“
Am 1. Januar 2000 erschien das Mikron 64-Album SYS49152 (mit ausschließlich deutschen Texten). Auf der Scheibe befinden sich insgesamt sechs Lieder, die sich vornehmlich mit dem Thema Weltschmerz befassen oder schlicht Liebeslieder. Zu den Liedern Was ich weiß und Etwas Zeit existieren auch Musikvideos, welche damals regelmäßig auf dem deutschen Musiksender VIVA Zwei ausgestrahlt wurden. In beiden Videos sind Ausschnitte aus diversen C64-Spielen zu sehen. „SYS49152“ ist ein BASIC-Befehl, der ein Maschinenprogramm an der Speicherstelle 49152 (hex: $c000) startet. Der oberen freien RAM-Bereich (von hexadezimal C000 bis CFFF) ist frei verfügbar, dort wurden oftmals Musiktracker-Programmen (z. B. Soundmonitor) mit ihren Musikdateien abgelegt. Die zweite Veröffentlichung, die Etwas Zeit-Vinyl-EP (2000), wurde bei Erscheinen in den de:bug-Redaktionscharts gelistet.
Heute gilt Mikron 64 als aufgelöst. Marcus Noll hat sich inzwischen, unter dem Namen Miki Mikron, anderen elektronischen Musikrichtungen zugewandt. In Kreisen von 80er Jahre-Nostalgikern und C64-Liebhabern konnte Mikron 64 eine gewisse Popularität erreichen.

## Sonstiges
- Die Minimal-Electro-Gruppe Welle: Erdball, die für ihre Musik ebenfalls verstärkt den C64 nutzen, wurden auf Mikron 64 aufmerksam und senden ihm Grüße im Begleitheft ihres 2002 erschienenen Albums Die Wunderwelt der Technik.

## Diskographie

### Alben
- 1999: SYS49152

### EPs
- 2000: Etwas Zeit (12" Vinyl-EP)